# Mamacita (Film)
Mamacita ist ein deutsch-mexikanischer Dokumentarfilm des mexikanischen Regisseurs José Pablo Estrada Torrescano von 2018.

## Inhalt
Maria del Carmen Torrescano ist eine Matriarchin, wie sie im Buche steht: Sie könnte wunderbar die Hauptrolle in einem Roman von Gabriel García Márquez übernehmen. Aus einfachen Verhältnissen hat sie in Mexiko ein Schönheitsimperium aufgebaut, hat acht Kinder großgezogen und 23 Enkelkinder aufwachsen sehen. Der Dokumentarfilm Mamacita erzählt ihre Familiengeschichte, zeigt aber auch die Widersprüchlichkeiten ihrer Person und deckt so manches Familiengeheimnis auf.

## Festivalteilnahmen
- HotDocs Toronto, Kanada[2]
- Dokfest München, Deutschland[3]
- GuanoJuato International Film Festiva, Mexico[4]
- Margaret Mead Film Festival, NYC, USA[5]
- Kasseler DokFest, Deutschland[6]

## Auszeichnungen
- Best Documentary beim Bergamo Film Meeting International Film Festival[7]